# Língua holikachuk
A língua holikachuk é uma língua atabascana originalmente falada na vila de Holikachuk, na região do Rio Innoko, no Alaska central. O povo holikachuk agora vive em Grayling no baixo Rio Yukon. O holikachuk é a língua intermediária entre as línguas deg hit'an e a koyukon, não tendo sido identificada como uma língua separada até os anos 70. Dos aproximadamente 200 holikachuk, apenas 12 falam essa língua.